# Мир, Латиф
Абдул Латиф Мир (англ. Abdul Latif Mir, 16 апреля 1916 — между 1967 и 1978) — пакистанский хоккеист (хоккей на траве), нападающий.

## Биография
Латиф Мир родился 16 апреля 1916 года.
В 1952 году вошёл в состав сборной Пакистана по хоккею на траве на Олимпийских играх в Хельсинки, занявшей 4-е место. Играл на позиции нападающего, провёл 2 матча, забил 1 мяч в ворота сборной Франции.
В 1950—1952 годах провёл за сборную Пакистана 9 матчей, забил 10 мячей.
О дальнейшей жизни данных нет.
Мир умер где-то между 1967 и 1978 годами.